# Слим, Джон, 2-й виконт Слим
Полковник Джон Дуглас Слим, 2-й виконт Слим (англ. John Douglas Slim, 2nd Viscount Slim; 20 июля 1927 — 12 января 2019) — британский пэр, военный и бизнесмен. Он был одним из 92 избранных наследственных пэров в Палате лордов, избранных остаться после принятия Акта о Палате лордов 1999 года.

## Происхождение, образование и карьера
Родился 20 июля 1927 года в городе Кветта, Британская Индия. Единственный сын фельдмаршала Уильяма Слима, 1-го виконта Слима (1891—1970), и Эйлин Робертсон (? — 1994).
Он получил образование в Королевском индийском военном колледже принца Уэльского в Дехрадуне. В 1944 году Джон Слим поступил на службу в 6-й гуркхский стрелковый полк Британской индийской армии, а затем был переведен в полк горцев Аргайла и Сазерленда в 1948 году. Он поступил в Специальную воздушную службу в 1952 году. С 1961 года он был инструктором в штабном колледже в Кемберли, а с 1964 года — в штабном колледже объединенных служб. В 1972 году он вышел в отставку из вооруженных сил в звании подполковника с последующим почетным повышением до полковника. В 1973 году он был назначен офицером Ордена Британской империи.
Виконт Слим был председателем Peek plc с 1976 по 1991 год, заместителем председателя с 1991 по 1996 год и, в конечном итоге, консультантом с 1996 по 2003 год. Он также был директором туристической компании Trailfinders и попечителем Королевской лиги бывших военнослужащих Содружества. С 1971 года и до своей смерти он был президентом Ассоциации звезд Бирмы, а с 2000 года — президентом Ассоциации SAS. Он также был покровителем Prospect Burma, лондонской благотворительной организации, которая предлагает стипендии на высшее образование бирманским студентам, а также Graham Layton Trust, британской благотворительной организации, которая помогает собирать деньги на лечение глаз в Пакистане.
С 2005 по 2016 год виконт Слим был покровителем Детского фонда Бирмы, британской благотворительной организации, поддерживающей образование и здравоохранение детей в Бирме. Будучи председателем в прошлом, он был вице-президентом Общества Британия-Австралия. С 1977 по 1996 год он был вице-председателем Арабо-британской торговой палаты. В 1983 году виконт Слим стал членом Королевского географического общества. С 1995 по 1996 год он также был магистром Почтенной компании суконных рабочих. Он был почетным председателем Общества OSS.
Он был назначен заместителем лейтенанта Большого Лондона 1 марта 1988 года. Это дало ему пожизненные буквы «DL» после его имени. Он был переведен в список пенсионеров по достижении 75 лет в 2002 году.

## Личная жизнь
18 июля 1958 года Джон Слим женился на шеф-поваре Cordon Bleu Элизабет Джоан Спинни (13 июня 1934 — 16 октября 2018), дочери Артура Родона Спинни и Сесил Джоан Глегг. У супругов было два сына и дочь:
- Марк Уильям Родон Слим, 3-й виконт Слим (род. 13 февраля 1960), старший сын и преемник отца.
- Достопочтенный Хьюго Джон Робертсон Слим (род. 28 августа 1961), британский ученый и политический консультант
- Достопочтенная Мэри Энн Слим (род. 13 ноября 1964).

Виконт Слим скончался 12 января 2019 года в возрасте 91 года в Челси, Лондон.